# Pietro Maria Borghese
Pietro Maria Borghese (né en 1599 à Sienne, en Toscane, alors dans le grand-duché de Toscane et mort le 15 juin 1642 à Rome) est un cardinal italien du XVIIe siècle. 
Il est un cousin du pape Paul V et l'héritier de la fortune du cardinal Scipione Caffarelli-Borghese.

## Biographie
Pietro Maria Borghese est nommé cardinal par le pape Urbain VIII lors du consistoire du 7 octobre 1624, qui veut donner un cardinalat à la famille Borghese. 
Le cardinal Borghese est abbé commendataire de trois abbayes et  à partir de 1638, cardinal-protecteur de la république de Gênes.